# 母なる復讐
『母なる復讐』（原題：돈 크라이 마미、英題：Don’t Cry, Mommy）は、2012年の韓国映画。

## あらすじ
夫と離婚したユリムは、一人娘の高校生ウナと新しい生活を始めようとしていた。そんな中、ウナは転校先の高校で、チョハンに恋心を抱く。ある日の放課後、ウナはチョハンから学校の屋上に呼び出され、心を躍らせ会いに行くが...。

## スタッフ
- 監督：キム・ヨンハン
- 脚本：イ・サンヒョン
- 製作：ション・ユジン、キム・ユンオ
- 製作総指揮：キム・ウォンクック、チェ・ユン
- 音楽：リー・ジョンス、セオ・テヨン
- 撮影：ジャン・ハンチョル
- 編集：キム・ミジュ
- 照明：パク・コヌ

## キャスト
- ユリム：ユソン
- ウナ：ナム・ボラ
- チョハン：シン・ドンホ
- オ刑事：ユ・オソン
- パク・ジュン：クォン・ヒョンサン